# Octobre 1860

## Événements
- L'explorateur britannique John Hanning Speke part de Zanzibar à la tête d'une expédition vers la source du Nil (fin en 1863).
- L’empereur François-Joseph Ier d'Autriche tente une solution fédérale par un diplôme constitutionnel accordant une large autonomie aux anciennes provinces. Devant l’opposition de la bourgeoisie allemande, de la bureaucratie et de la noblesse hongroise, il revient dès février 1861 à un gouvernement plus centralisé. L’Assemblée hongroise, convoquée en 1860-1861, s’oppose aux rescrits royaux par une « pétition au roi ». Le souverain la rejette et dissout le Parlement.

- 1er octobre : fondation officielle de l'Église adventiste du septième jour.

- 3 octobre, France : déclaration d'utilité publique d'une ligne de chemin de fer entre Caen et Flers (ligne Caen - Cerisy-Belle-Étoile)[1]

- 6 octobre :
  - Les troupes franco-britanniques prennent la capitale chinoise, Pékin.
  - Près de Paris, au bois de Boulogne, ouverture d'un jardin zoologique, contenant seulement des animaux acclimatés.

- 18 octobre : sac du palais d’été de Pékin par le général Cousin-Montauban et lord Elgin. Il est incendié en représailles des atrocités commises contre des prisonniers occidentaux.

- 19 octobre : mort de Ang Duong. Début du règne de Norodom Ier, roi du Cambodge (fin en 1904).

- 22 octobre : en Russie, les commissions de rédaction, chargées d’examiner les travaux des comité provinciaux (mars 1859) proposent au comité principal un projet de statut pour la libéralisation des serfs.

- 24 - 25 octobre : traité de Pékin, ouvrant la Chine aux Occidentaux. La Chine doit céder des concessions aux Britanniques et ouvrir onze ports à leur commerce. Le Royaume-Uni annexe la péninsule de Kowloon tandis que la France devient le protecteur des établissements catholiques. Fin de la seconde guerre de l'opium.

- 28 octobre :
  - Deuxième traité de Tianjin, qui confirme l'ouverture des ports chinois au commerce et la protection des missionnaires catholiques.
  - Ouverture à Nice du magasin pour dames « A la ville de Nancy ».

## Naissances
- 13 octobre : Hugh Montagu Allan, homme d'affaires et sportif.
- 28 octobre : Hugo Preuß, juriste et homme politique allemand († 1925).

## Décès
- 3 octobre : Alfred Edward Chalon, peintre suisse (° 15 février 1780).
- 19 octobre : Ang Duong, roi du Cambodge (° 1796) à Oudong.